# Festivali i Këngës
A Festivali i Këngës (magyarul: Dalfesztivál, rövidítve: Fest vagy FiK) egy 1962 óta évente megrendezett zenei fesztivál Albániában, ami jellemzően minden évben decemberben kerül megrendezésre. A verseny szervezője az Radio Televizioni Shqiptar. 2003 óta az Festivali i Këngës győztese képviselheti Albániát az Eurovíziós Dalfesztiválon.

## Története
Az első dalfesztivált 1962. december 21-én került megrendezésre a Tiranai Művészeti Főiskolán. A verseny győztese Vaçe Zela lett Fëmija i parë című dalával. A verseny indulói kezdetben a könnyűzenére összpontosítottak, mivel a kommunizmus idején a dalok tematikája szigorúan korlátozott volt. Idővel azonban a semleges témájú dalok a kormányzó Albán Kommunista Párt számára eszközként szolgáltak, hogy népszerűsítsék ideológiájukat. A korai kiadásokban minden dalt két vagy három különböző énekes adott elő. Azonban csak az egyik verziót hirdették ki győztesnek.

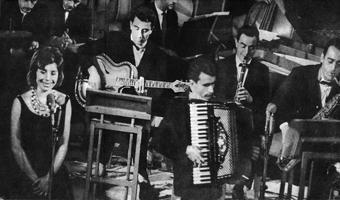
Az 1972-es fesztivál győztese, Vaçe Zela

Az 1972-es fesztivál fontos fordulópontot jelentett a verseny történetében. Ebben az évben Enver Hoxha diktátor azzal vádolta meg a fesztivál szervezőit, hogy dalok és előadások erkölcstelen vonásai veszélyeztetik az országot és perbe fogta őket. Ez az esemény egy olyan időszak kezdetét jelentette, amelyben rendkívüli nyomás és cenzúra nehezedett a fesztiválra. A kormányzó Kommunista Párt számos szankciót vezetett be, amelyek szigorúan korlátozták a verseny kreativitását, és minden olyan dolgot, ami a kormány vagy annak ideológiai vonalát sértette. A cenzúra kiterjedt az előadók öltözködésére is, szigorú előírások vonatkoztak arra, hogy mit viselhetnek, és előadásaik mozgásterét is szoros határok közé szorították. A műsor fő szervezőit azzal vádolták, hogy összeesküdtek az ország ellen, és hogy megmételyezték annak ifjúságát. A dalokat is szigorúan ellenőrizték, és általában az ország fejlődését, illetve a kormány és annak vezetőinek dicsőítését kellett tükrözniük.
Hoxha halála után, 1985-ben, a fesztiválon előadott dalszövegekben drámai változás következett be, és a cenzúra is kezdett enyhülni. Nertila Koka és Anita Bitri hamar ismertté váltak szerelmes dalaikkal, míg Parashqevi Simaku, Irma Libohova és Morena Reka a fiatalok körében egyre inkább liberális politikai témájú dalokkal próbálták megszólítani a közönséget. A rock zenekarok, mint például a Tingulli i Zjarrtë, szintén jelentős hatást gyakoroltak a közönségre dalaik üzenetével és a rockzene bevezetésével az albán zenei életbe, ami még ma is él és virágzik. A modern kiadásokban is könnyen észrevehetőek az elektromos gitárok, amelyek ennek a műfajnak a továbbélését tükrözik.
A kommunizmus bukása után a dalfesztivál rövid időre mind minőségében, mind sokszínűségében növekedett. A győztes dalok tükrözték az ország átmeneti állapotát. Az 1991-es győztes, Ardit Gjebrea Jon című dala és az 1992-es győztes, Osman Mula Pesha e fatit című dala, amelyet Aleksandër Gjoka, Manjola Nallbani és Viktor Tahiraj adtak elő, az emigrációval és a szabadsággal foglalkoztak, ami összhangban volt Albánia politikai és társadalmi helyzetével ebben az időszakban.
Ezen időszak alatt került először szóba az Isten szó, mivel a vallás előzőleg törvényellenes volt, és a szó nyilvános említése tilos volt. A fesztivál történetében ebben az évtizedben először vettek részt külföldön élő albán énekesek is, mivel korábban az ország elszigetelődött. Az énekesek öltözködése és előadásai is egyre extravagánsabbá váltak, és olyan előadók, mint Bleona Qereti, Ledina Çelo és Adelina Ismajli váltak az új korszak legjelentősebb divatdiktátoraivá. 1994-ben a mindössze 12 évesen versenyző Mariza Ikonomi vált a fesztivál legfiatalabb előadójává, aki Françesk Radi mellett lépett fel egy duóban. Egy másik rekord a következő évben született, miután Luan Zhegu és Ledina Çelo előadták dalukat. Az E doni dashurinë 7 perc 11 másodperces tapsvihart kapott, ezzel a fesztivál egyik legnagyobb sikerét aratta. 1996-ban a fesztivál színpadán először tűnt fel Elsa Lila, aki meg is nyerte a versenyt Pyes lotin című dalával. A következő évben ismét győzött Larg urrejtjes című számával. Ezek a dalok jól tükrözték Albánia nehéz valóságát, amelyet a piramisjátékok összeomlása okozott, amely súlyos károkat okozott az egész országban. 1998-ban Albërie Hadërgjonaj volt az első koszovói albán, aki győzelmet aratott a fesztiválon.
1999-ig ez volt Albánia legnagyobb zenei eseménye. Népszerűsége azonban kezdett csökkenni, miután megjelentek más versenyek, mint a Top Fest és a Kënga Magjike. Ezek a versenyek liberálisabbak voltak a dalok és énekesek kiválasztásában, és végül magasabb nézettséget értek el.
Azonban amikor Albánia 2004-ben csatlakozott az Eurovíziós Dalfesztiválhoz, ezzel a fesztivál gyorsan ismét nemzeti és nemzetközi figyelem középpontjába került. A fesztivál népszerűsége újra növekedett, különösen az új tehetségek részvételével, akik más, újabb zenei versenyeken is szerepeltek.

### Nemzeti döntő az Eurovíziós Dalfesztiválra
2003 óta funkcionál az albánok nemzeti döntőjeként az Eurovíziós Dalfesztiválra. Ekkor Anjeza Shahini nyerte a fesztivált, így ő képviselhette Albániát a 2004-es Eurovíziós Dalfesztiválon. A fesztiválon minden dalt albánul kell elénekelni, azonban az Eurovíziós Dalfesztiválokon többször előfordult, hogy a versenydaluk angol verzióját adták elő.
Az albán nemzeti döntő több ponton is eltér az Eurovíziós Dalfesztivál szabályaitól. A dalokat albán nyelven, zenekari kísérettel adják elő, és nem vonatkozik megkötés a dalok hosszára. Például a 2007-es dal eredetileg ötperces volt, és a győzelem után kellett átalakítani a dalfesztivál szabályainak megfelelően hárompercesre.

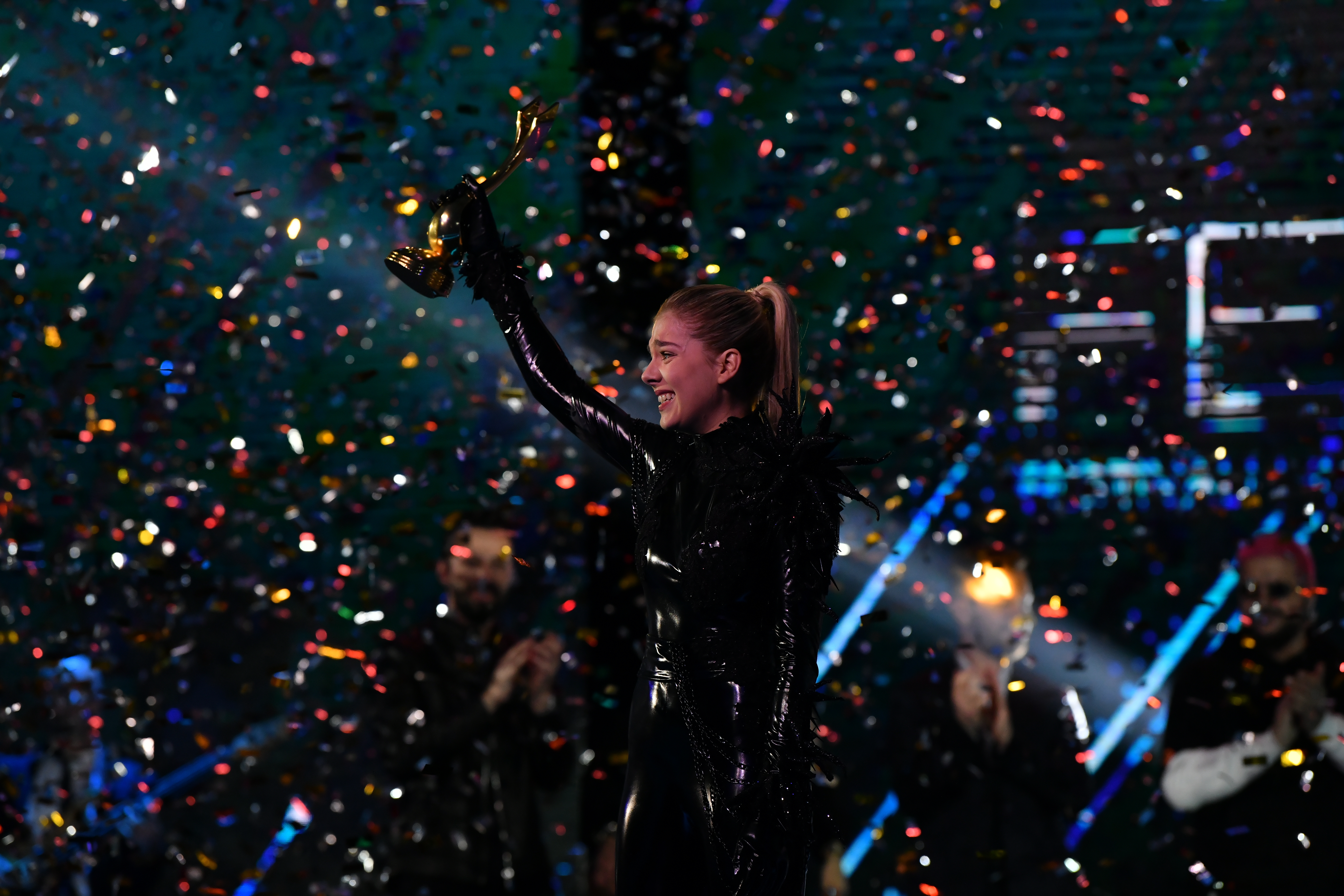
Arilena Ara, a 2019-es fesztivál győztese

A döntőt két elődöntő előzi meg, ahonnan változó számú dal jut tovább a döntőbe, ahol a zsűri szavazatai alapján alakul ki a végeredmény. A zsűritagok a dalokat pontozzák. Az első három évben csak az első három helyezettet hirdették ki, a részletes pontszámok nyilvánosságra hozatala nélkül, és 2007 óta rendeznek nyílt szavazást. 2019-ben nemzetközi zsűrit alkalmaztak a szavazás során, az ötfős zsűri közt két albán, egy svéd, egy görög és egy izlandi zsűritag volt. A következő évben elvetették ezt a módszert, miután eredmények közzétételét követően vegyes reakciót váltottak ki a rajongókból. Többen összeesküvésre gyanakodtak, miután a közönségkedvenc előadót a két albán zsűritag lepontozta. Végül összesítésben második helyen végzett az énekesnő köszönhetően a külföldi zsűritagoknak.
A 2022-es dalfesztivál volt az első, ahol a közönségszavazás győztese jutott ki a nemzetközi versenyre, míg magának a műsornak a vésgő győztesét a zsűri választotta ki.

## Helyszínek

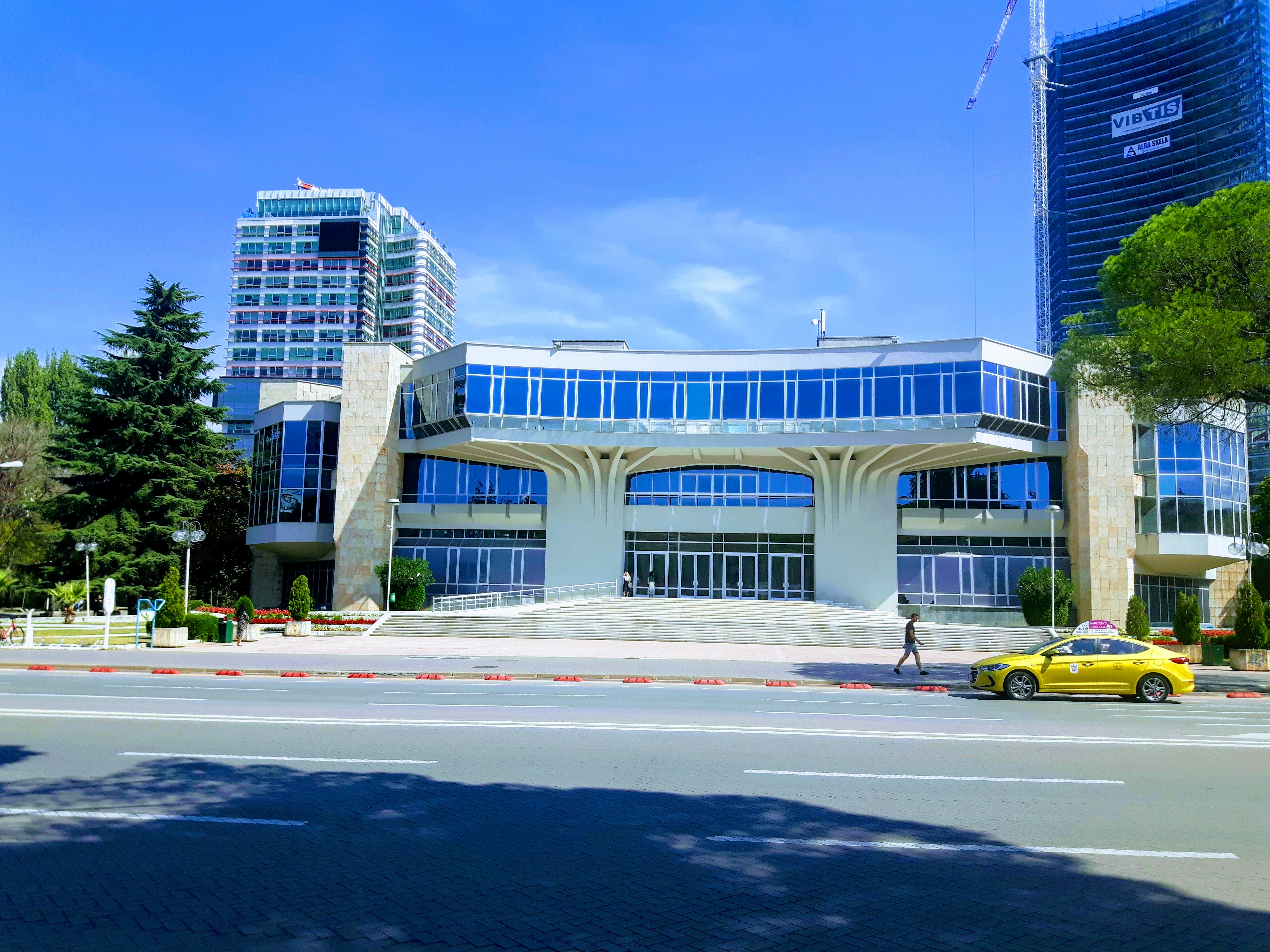
A dalfesztivál jelenlegi helyszíne, a Kongresszusi Palota

Eddig három helyszínen rendezték meg a fesztiválokat.
- 1962 és 1968 között a verseny helyszíne a tiranai Képzőművészeti Főiskola volt.
- 1969 és 1988 között a tiranai Operaházban rendezték meg.
- 1989 óta a tiranai Kongresszusi Palota ad otthont a fesztiválnak.

## Győztesek
- 1962: Vaçe Zela
- 1963: Nikoleta Shoshi
- 1964: Vaçe Zela
- 1965: Tonin Tërshana
- 1966: Vaçe Zela
- 1967: Vaçe Zela
- 1968: Vaçe Zela és Ramiz Kovaçi
- 1969: David Tuçici
- 1970: Vaçe Zela
- 1971: Sherif Merdani
- 1972: Tonin Tërshana
- 1973: Vaçe Zela
- 1974: Alida Hisku
- 1975: Alida Hisku
- 1976: Vaçe Zela
- 1977: Vaçe Zela
- 1978: Goqa Çoki
- 1979: Zelina Siha, Liljana Kondakci és Aferdita Zonja
- 1980: Vaçe Zela
- 1981: Ema Qazimi
- 1982: Mariana Grabovari
- 1983: Tonin Tërshana
- 1984: Gëzim Çela & Nertilia Koka
- 1985: Parashqevi Simaku
- 1986: Nertilia Koka
- 1987: Irma & Eranda Libohova
- 1988: Parashqevi Simaku
- 1989: Frederik, Julia Ndoci és Manjola Nallbani
- 1990: Manjola Nallbani
- 1992: Ardit Gebreja
- 1993: Aleksandër Gjoka, Manjola Nallbani és Viktor Tahiraj
- 1994: Mira Konçi
- 1995: Ardit Gebreja
- 1996: Elsa Lila
- 1997: Elsa Lila
- 1998: Albërie Hadërgjonaj
- 1999: Aurela Gaçe
- 2000: Rovena Dilo
- 2001: Aurela Gaçe
- 2002: Mira Konçi
- 2003: Anjeza Shahini
- 2004: Ledina Çelo
- 2005: Luiz Ejlli
- 2006: Frederik Ndoci és Aida Ndoci
- 2007: Olta Boka
- 2008: Kejsi Tola
- 2009: Juliana Pasha
- 2010: Aurela Gaçe
- 2011: Rona Nishliu
- 2012: Adrian Lulgjuraj és Bledar Sejko
- 2013: Herciana Matmuja
- 2014: Elhaida Dani
- 2015: Eneda Tarifa
- 2016: Lindita Halimi
- 2017: Eugent Bushpepa
- 2018: Jonida Maliqi[4]
- 2019: Arilena Ara
- 2020: Anxhela Peristeri
- 2021: Ronela Hajati
- 2022: Elsa Lila
- 2023: Mal Retkoceri
- 2024: Shkodra Elektronike

## Lásd még
- Festivali i Këngës 2019
- Eurovíziós Dalfesztivál
- Albánia az Eurovíziós Dalfesztiválokon